# Acrodictys elaeidicola
Acrodictys elaeidicola é um gênero de cogumelos. pertence ao grupo Ascomycota e foi descrito pela primeira vez por Martin Beazor Ellis, em 1961. Acrodictys elaeidicola pertence ao gênero Acrodictys, ao filo Ascomycota e ao reino dos cogumelos.
Este tipo de fungo pode ser encontrado em:
- Congo
- Gabão
- Serra Leoa
- Tanzânia
- Togo

Não há tipos listados como este.